# Chorváty
Chorváty (maďarsky Tornahorváti) jsou obec na Slovensku v okrese Košice-okolí. V letech 1964 až 1991 byly Chorváty součástí obce Nová Bodva. V roce 2004 zde žilo 97 obyvatel převážně maďarské národnosti.
Obec založili chorvatští osadníci ve 13. století. První zmínka v písemných pramenech pochází z roku 1247, kde je zmíněna jako Huruati. V obci se nachází řeckokatolický kostel Zesnutí přesvaté Bohorodice z roku 1765.